# Bisdom Borba
Het bisdom Borba (Latijn: Dioecesis Borbensis) is een rooms-katholiek bisdom met als zetel Borba, in de microregio Alto Solimões, in Brazilië. Het bisdom is suffragaan aan het aartsbisdom Manaus.

## Geschiedenis
Het bisdom werd opgericht op 13 juli 1963, als de territoriale prelatuur Borba, uit delen van het aartsbisdom Manaus. Op 18 november 2022 werd het verheven tot bisdom. 

## Parochies
Het bisdom had in 2021 een oppervlakte van 100.000 km2 en telde 167.100 inwoners waarvan 80,8% rooms-katholiek was.

## Bisschoppen
- Adriano Jaime Miriam Veigle (18 juni 1964 - 6 juli 1988)
- José Afonso Ribeiro (6 juli 1988 - 3 mei 2006)
- Elói Róggia (3 mei 2006 - 20 september 2017)
- Zenildo Luiz Pereira da Silva (20 september 2017 - heden; coadjutor sinds 24 februari 2016)

Manaus (aartsbisdom) · Alto Solimões · Borba · Coari · Itacoatiara (territoriale prelatuur) · Parintins · Roraima · São Gabriel da Cachoeira · Tefé (territoriale prelatuur)